# ارنست هالر
ارنست هالر (به انگلیسی: Ernest Haller) فیلم‌بردار آمریکایی سینمای هالیوود و برنده جایزه اسکار بهترین فیلمبرداری سال ۱۹۳۹ بود.

## گزیده فیلم‌شناسی
- کشیدن (۱۹۲۹)
- رودخانه خسته (۱۹۲۹)
- سانی (۱۹۳۰)
- پرواز شناسایی (۱۹۳۰)
- پسر خدایان (۱۹۳۰)
- هر شب (۱۹۳۲)
- امپراتور جونز (۱۹۳۳)
- پرنده آتشین (۱۹۳۴)
- خطرناک (۱۹۳۵)
- کاپیتان بلاد (۱۹۳۵)
- گریک بزرگ (۱۹۳۷)
- جزبل (۱۹۳۸) - نامزد اسکار بهترین فیلمبرداری
- چهار دختر (۱۹۳۸)
- بربادرفته (۱۹۳۹) - برنده اسکار بهترین فیلمبرداری
- پیروزی سیاه (۱۹۳۹)
- اعترافات یک جاسوس نازی (۱۹۳۹)
- همه اینها به‌همراه بهشت (۱۹۴۰) - نامزد اسکار بهترین فیلمبرداری
- کارکنان (۱۹۴۱)
- در این زندگی ما (۱۹۴۲)
- آقای اسکفینگتون (۱۹۴۴)
- میلدرد پیرس (۱۹۴۵) - نامزد اسکار بهترین فیلمبرداری
- فریب (۱۹۴۶)
- زندگی ربوده‌شده (۱۹۴۶)
- از خودگذشتگی (۱۹۴۶)
- مشعل و کمان (۱۹۵۰) - نامزد اسکار بهترین فیلمبرداری
- باد موسمی (۱۹۵۲)
- شورش بی‌دلیل (۱۹۵۵)
- یک وجب خاک خدا (۱۹۵۸)
- مردی از غرب (۱۹۵۸)
- معجزه (۱۹۵۹)
- صدای سوم (۱۹۶۰)
- چه بر سر بیبی جین آمد؟ (۱۹۶۲) - نامزد اسکار بهترین فیلمبرداری
- زنبق‌های مزرعه (۱۹۶۳) - نامزد اسکار بهترین فیلمبرداری